# Thesium amicorum
Thesium amicorum är en sandelträdsväxtart som beskrevs av A. Lawalrée. Thesium amicorum ingår i släktet spindelörter, och familjen sandelträdsväxter. Inga underarter finns listade i Catalogue of Life.